# Préteur royal

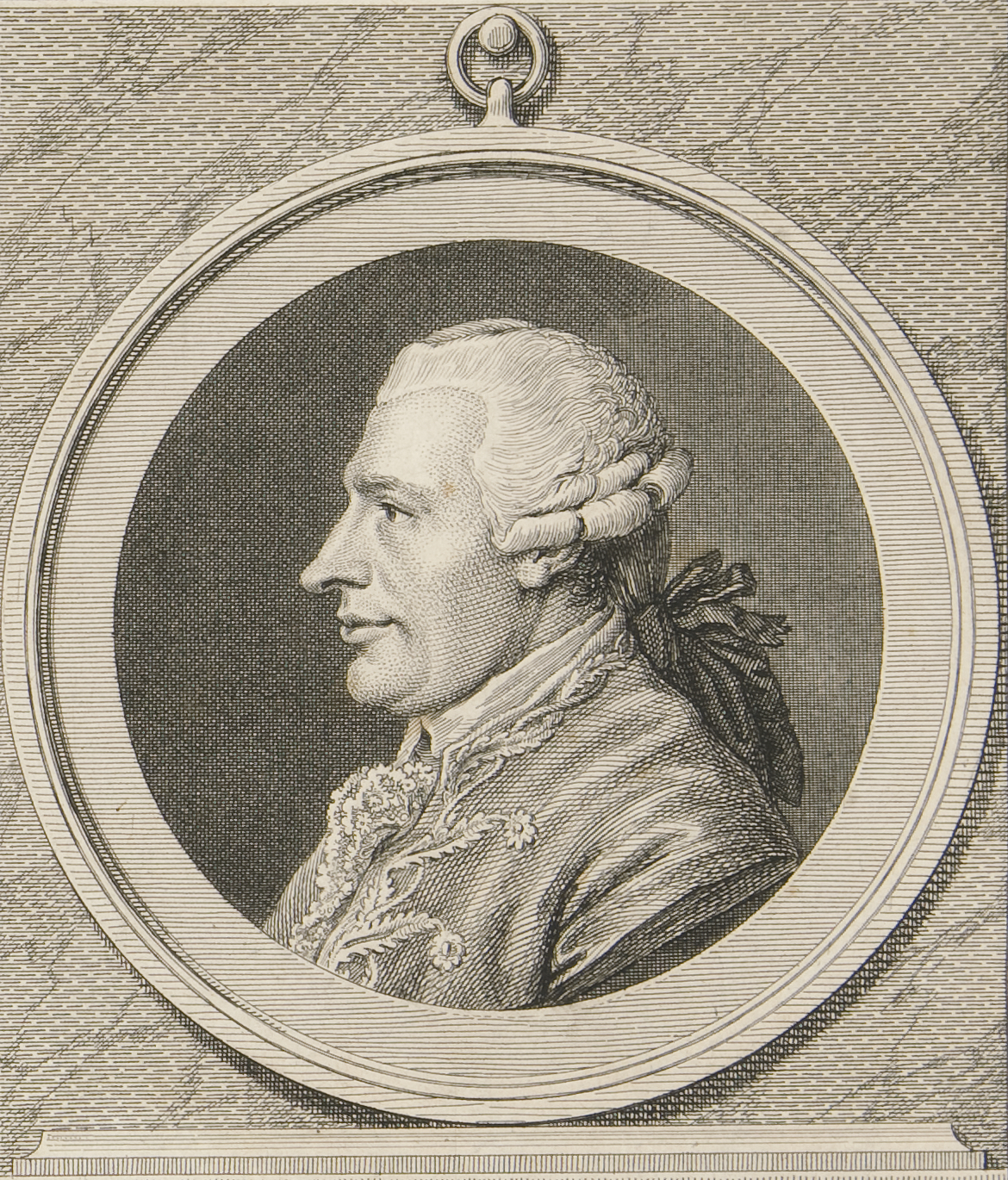
Conrad Alexandre Gérard a été préteur royal à Sélestat et à Strasbourg, ainsi qu'ambassadeur de France aux États-Unis.
(Yale University Art Gallery)

Un préteur royal est un représentant du roi de France nommé à la tête d'une ancienne ville impériale de la Décapole alsacienne à la suite du rattachement de cette dernière au royaume de France en 1679, ou à la tête de Strasbourg après la capitulation de la ville en 1681. Ce fonctionnaire exerce un contrôle sur les dirigeants qui constituent un Magistrat dans chaque ville. Il dirige et surveille l'administration municipale, et en réfère à l'intendant de la province d'Alsace.
Apparue entre la fin du XVIIe et le milieu du XVIIIe siècle selon les villes, la fonction disparaît à la Révolution française de 1789.

## Histoire

### Origines
À l’issue de la guerre de Trente Ans, les traités de Westphalie de 1648 accordent au roi de France des territoires en Haute-Alsace, l’administration du Grand-Bailliage d’Alsace et des droits sur les dix villes impériales membres de la Décapole. Celle-ci rassemble Haguenau, Colmar, Wissembourg, Turckheim, Obernai, Kaysersberg, Rosheim, Munster, Sélestat et Landau.
Ces cités-États du Saint-Empire sont rattachées au territoire français par le traité de Nimègue du 5 février 1679. La France poursuit l’annexion de la plaine d’Alsace en 1680, puis la ville impériale libre de Strasbourg capitule face aux troupes françaises le 30 septembre 1681.
L’autorité du roi de France remplace celle du souverain du Saint-Empire : Strasbourg et les dix autres villes impériales perdent leur indépendance politique et deviennent des « villes royales ». La monarchie française met en place diverses mesures visant à exercer son autorité dans l’administration des cités annexées. Celles-ci conservent toutefois leurs institutions municipales héritées du Moyen Âge et désignées sous le nom de « Magistrat ». Au sein de ces structures anciennes, l’autorité royale désigne un représentant fidèle au roi pour chaque ville : le préteur royal.

### Création
La monarchie française installe un préteur royal à Strasbourg en mars 1685, quatre ans après l’annexion de la ville en 1681. Louis XIV nomme à ce poste Frédéric Ulrich Obrecht. Le représentant du roi de France doit assumer une double fonction : membre du Magistrat, il défend les intérêts de la ville ; fonctionnaire royal, il veille à l’application des ordres du monarque au sein de la ville. Il est ainsi l’intermédiaire entre la monarchie et la cité.
Il personnifie le pouvoir royal et assure la surveillance de toute l’administration civile. Le préteur a en effet le droit d’entrer dans toutes les assemblées de la ville et d’en présider avec voix délibérative. Assistant à toutes les réunions au nom du roi, il en rapporte au gouverneur militaire de la ville et au gouverneur de la province. Le préteur royal affirme non seulement la présence royale au sein du Magistrat mais aussi la volonté agissante du monarque en correspondant directement avec le secrétaire d'État à la Guerre. Sa fonction implique surveillance et décision au sein de l’administration municipale.
Le préteur royal apparaît ainsi comme le véritable chef du Magistrat dont il ne fait pas partie. Il se situe loin des luttes d’influence, des rivalités entre les grandes familles strasbourgeoises et des élections des dirigeants de la ville. Ceux-ci continuent d’exercer leurs fonctions durant leurs mandats d'ammestres ou de stettmestres. La durée du mandat de préteur royal a pour seule limite le bon plaisir du roi. François-Joseph de Klinglin est le préteur royal de Strasbourg le plus connu. En poste de 1725 à 1752, il a mis en place un système de corruption et d’utilisation des revenus de la ville à des fins personnelles qui s’apparenterait aujourd’hui à un abus de confiance et un détournement de fonds publics. Cette affaire à sa destitution et à son emprisonnement à la citadelle de Strasbourg.

### Diffusion

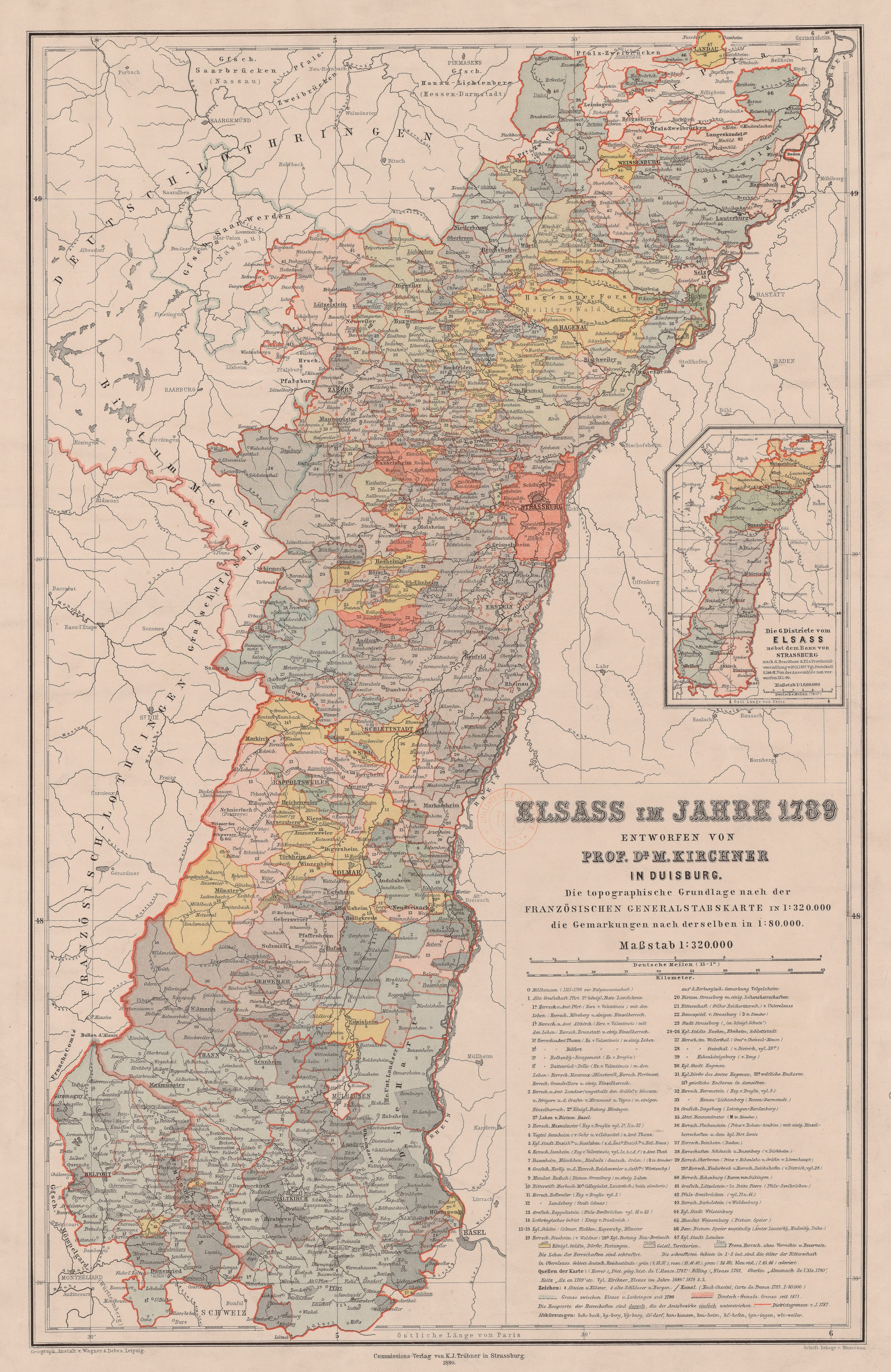
Carte des territoires composant la province d'Alsace en 1789, notamment les villes royales en jaune et orange.
(Bibliothèque nationale de France)

Des préteurs royaux sont également installés dans les autres villes importantes de la province d’Alsace pour représenter le souverain. Leur nomination relève uniquement de l’autorité royale. Walter Joseph de Gail est ainsi nommé à Haguenau le 15 mars 1686. . Ses successeurs et lui-même doivent être obligatoirement catholiques pour occuper ce poste. Le préteur est le véritable « œil du roi » au sein de la municipalité. Il peut entrer dans toutes les assemblées avec voix décisive, participe à l’administration de la justice, et supervise les revenus et les dépenses de la ville. En instaurant la fonction de préteur royal, la monarchie française ressuscite la fonction de prévôt (en allemand : Schultheiss) qui représentait le souverain du Saint-Empire jusqu’au rattachement des villes de la Décapole à la France.
L’office de préteur royal de Colmar est pourvu pour la première fois le 14 août 1686. Jean-Georges Duvallié est le premier titulaire du poste. Ses missions sont similaires à celles du préteur royal de Haguenau. Duvallié et ses successeurs ont également l’obligation d’être catholiques. Ils sont soit avocats, soit conseillers au Conseil souverain d’Alsace. Ils exercent aussi les fonctions de subdélégué de l’intendant d’Alsace.
Des préteurs royaux sont aussi nommés à Rosheim, Obernai, Wissembourg et Landau. La nomination d’un préteur royal à Munster en 1736 ne se fait pas sans heurt car le représentant du roi a tout pouvoir et peut s’opposer aux décisions du conseil de la communauté qui administre la ville et la vallée de Munster. De profondes tensions existent entre les habitants et l’autorité royale. La monarchie nomme également un préteur royal à Sélestat pour surveiller les institutions municipales et disposant du droit de promulguer seul des règlements de police. Avec l’installation de Jean Albert Kuhn à ce poste en 1747, Sélestat est l’une des dernières cités de l’ancienne Décapole à recevoir à sa tête un préteur royal. La charge de préteur royal disparaît à la tête de toutes les villes avec la fin de l’Ancien Régime en 1789.

## Liste des principaux préteurs royaux

### Colmar
1686 - 1690 : Jean-Georges Duvallié (vers 1656 - 5 mars 1690), dénommé « prévôt royal » de Colmar.

1690 - 1693 : François Sigismond Voegtlin.

1693 - 1695 : poste vacant.

1695 - 1729 : François Dietremann (1656 - 30 mars 1729)

1729 - 1748 : François Mathias Muller (1676 - 1755)

1748 - 1752 : François Antoine Joseph Muller (1700 - 1788), fils du précédent.

1752 - 1780 : Joseph Antoine Jean Chrysostome Muller (1728 - 15 mai 1781), fils du précédent, et par ailleurs préteur royal d’Obernai et de Rosheim,.

1780 - 1789 : François-Xavier Sommervogel (29 août 1749 - 8 mars 1811)

### Haguenau
1686 - 1724 : Walter Joseph de Gail (7 septembre 1655 - 1724)

1724 - 1741 : Louis Ignace de Gail, fils du précédent.

1741 - 1759 : Jean Philippe Antoine de Cointoux (mort le 18 janvier 1775)

1759 - 1789 : Pierre Philippe Georges Antoine de Cointoux (mort le 21 mai 1794), fils du précédent.

### Sélestat
1747 - 1763 : Jean Albert Kuhn (11 avril 1695 - 22 janvier 1766)

1763 - 1776 : Conrad Alexandre Gérard (12 décembre 1729 - 16 avril 1790), plus tard préteur royal de Strasbourg.

1776 - 1780 : Alexandre Duboys (13 février 1727 - 5 août 1783)

1780 - 1789 : Charles Mathieu Sylvestre de Dartein de Pageiral (1749 - 24 octobre 1814)

### Strasbourg
1685 - 1701 : Frédéric Ulrich Obrecht (23 juillet 1646 - 16 août 1701)

1701 - 1706 : Jean Henri Obrecht (16 mars 1675 - 1728)

1706 - 1725 : Jean Baptiste de Klinglin (3 décembre 1657 - 7 juin 1725)

1725 - 1752 : François Joseph de Klinglin (22 octobre 1686 - 6 février 1753)

1752 - 1752 : François Christophe Honoré de Klinglin (vers 1719 - 1756)

1752 - 1763 : Jean Baptiste Denos de Règemorte (7 novembre 1692 - 26 septembre 1769)

1763 - 1768 : François Marie Gayot de Bellombre (1699 - 1776)

1768 - 1769 : Félix-Louis Gayot (2 février 1733 - 17 mars 1769), fils du précédent.

1769 - 1781 : François Baron d’Autigny.

1781 - 1789 : Conrad Alexandre Gérard (12 décembre 1729 - 16 avril 1790), auparavant préteur royal de Sélestat.

1789 : Philippe-Frédéric de Dietrich (14 novembre 1748 - 29 décembre 1793), dénommé « commissaire royal » de Strasbourg.

### Wissembourg
1747 - 1771 : Jean Georges Henri Joseph Neubeck (22 juin 1717 - 23 septembre 1771)

## Galerie
Construites au XVIIIe siècle, les résidences des préteurs royaux subsistent encore aujourd'hui.

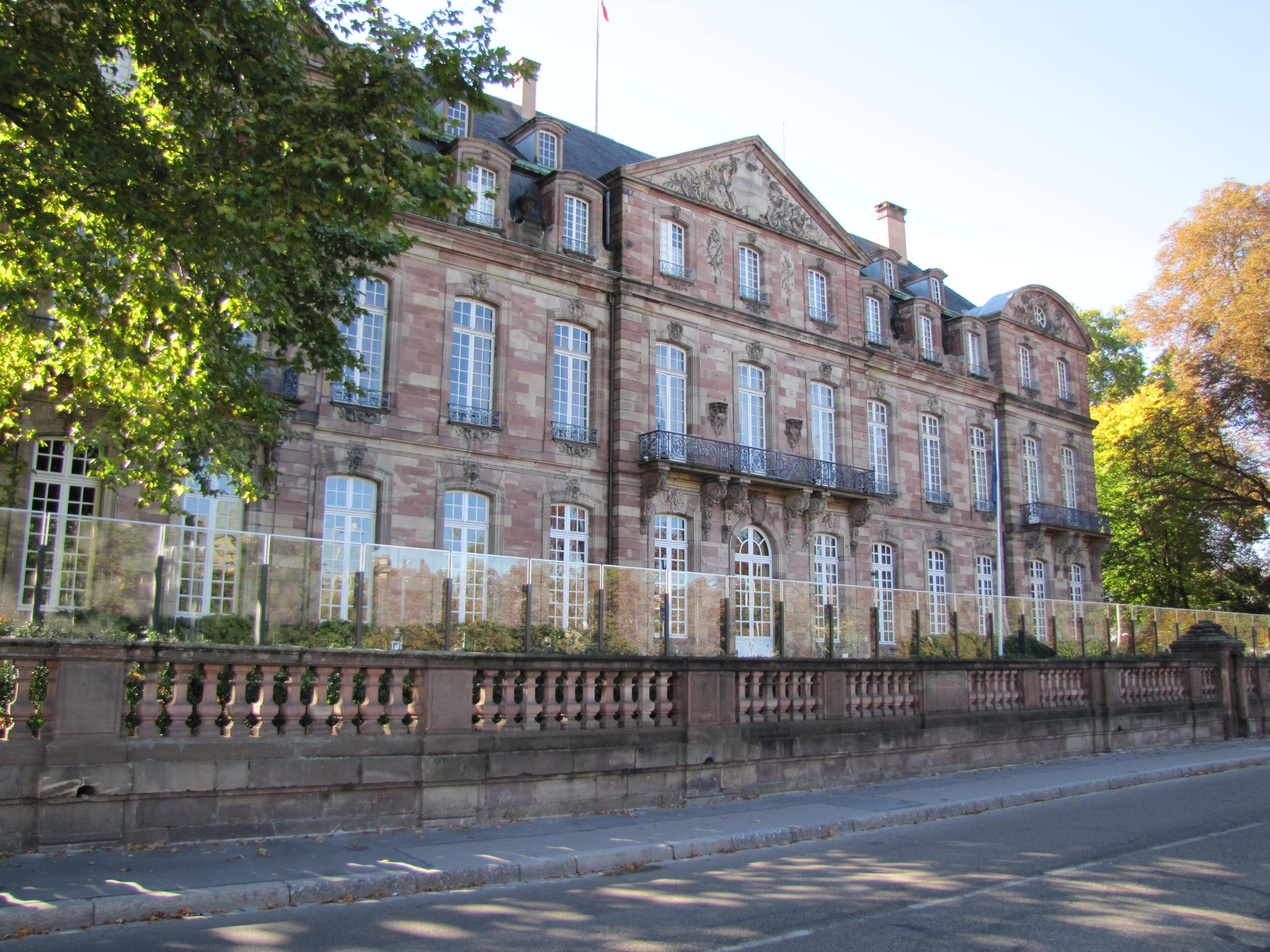
Hôtel de Klinglin à Strasbourg construit entre 1731 et 1736.
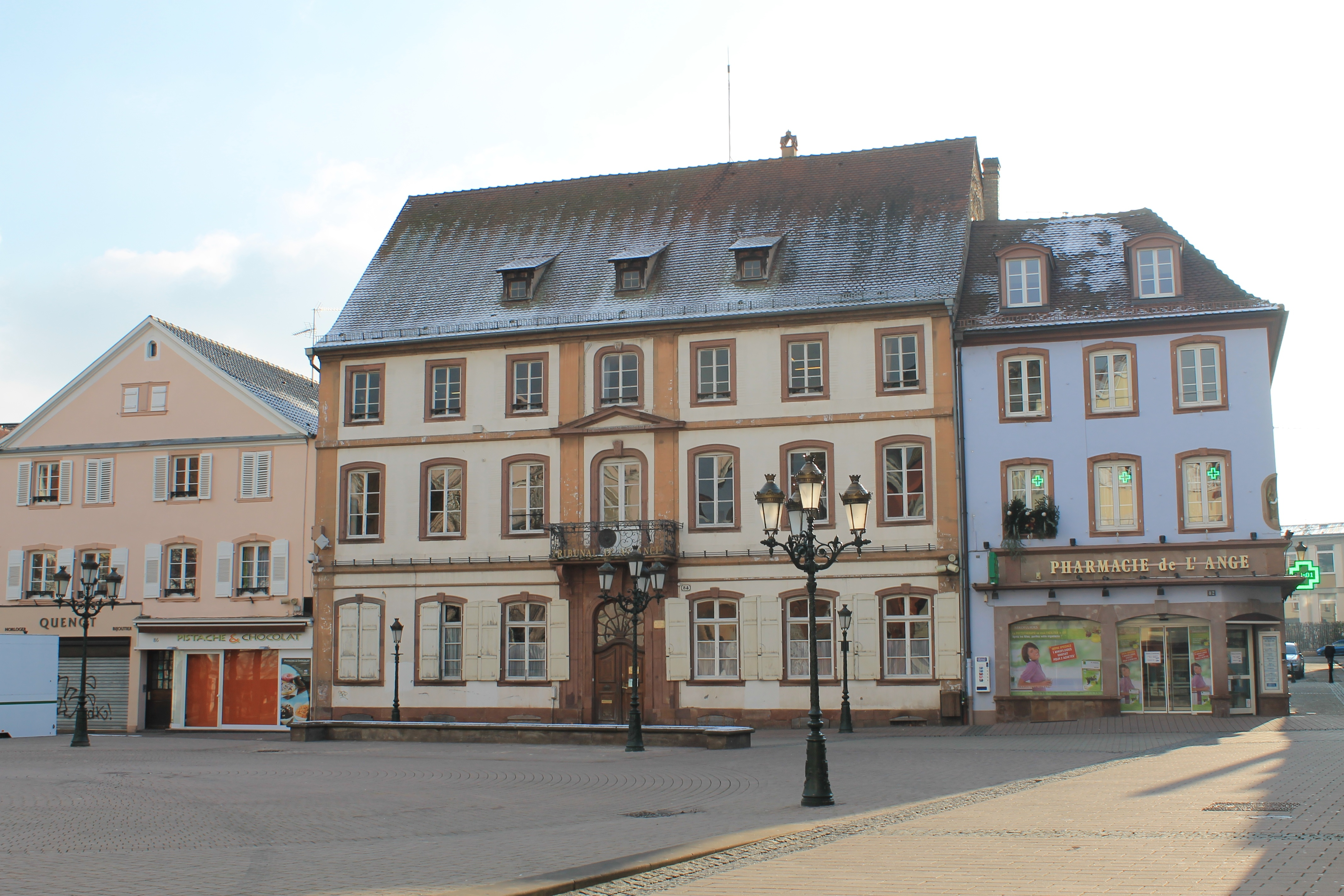
Actuel tribunal d'instance de Haguenau.
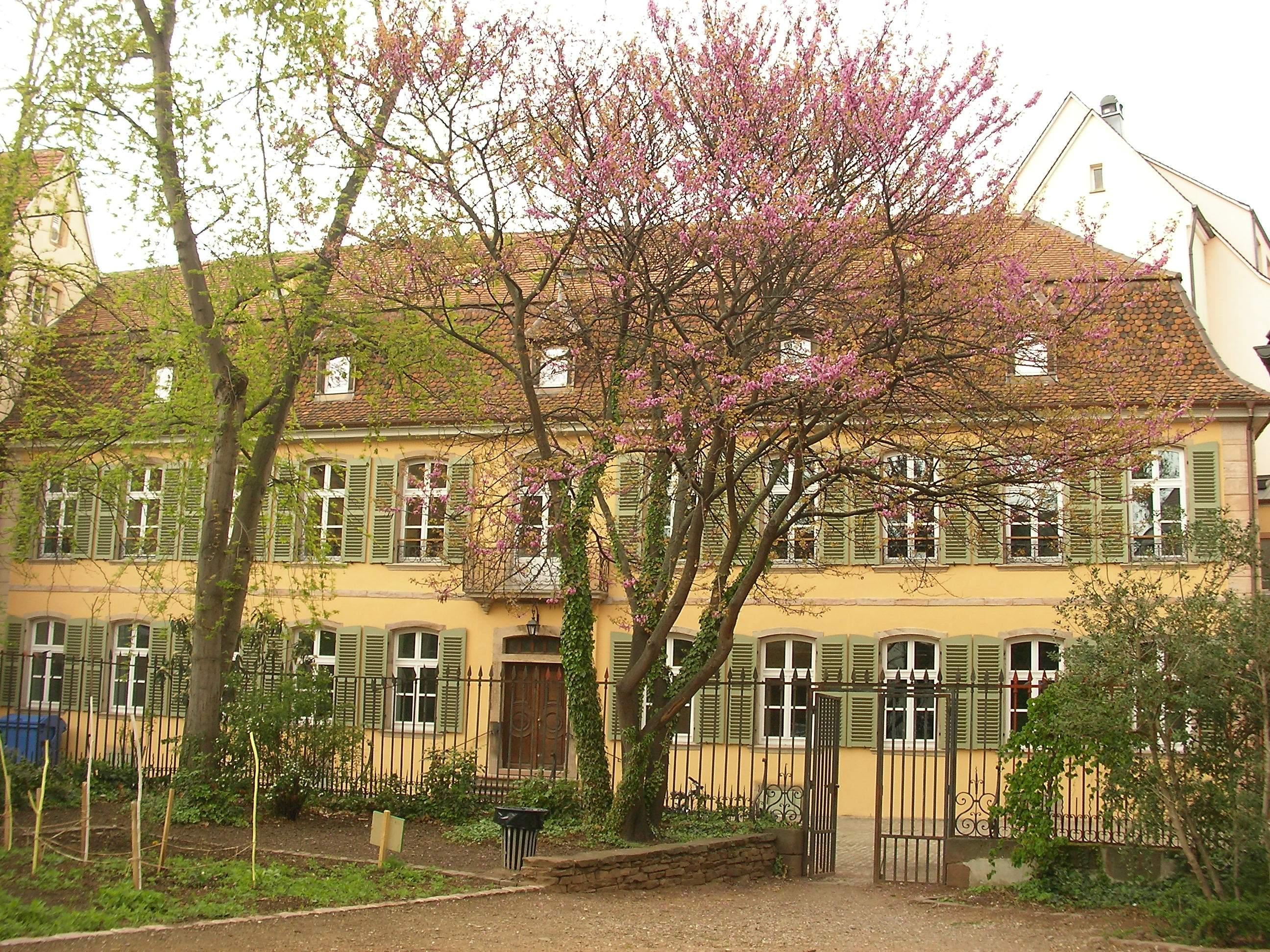
Ancienne maison du préteur royal de Colmar.
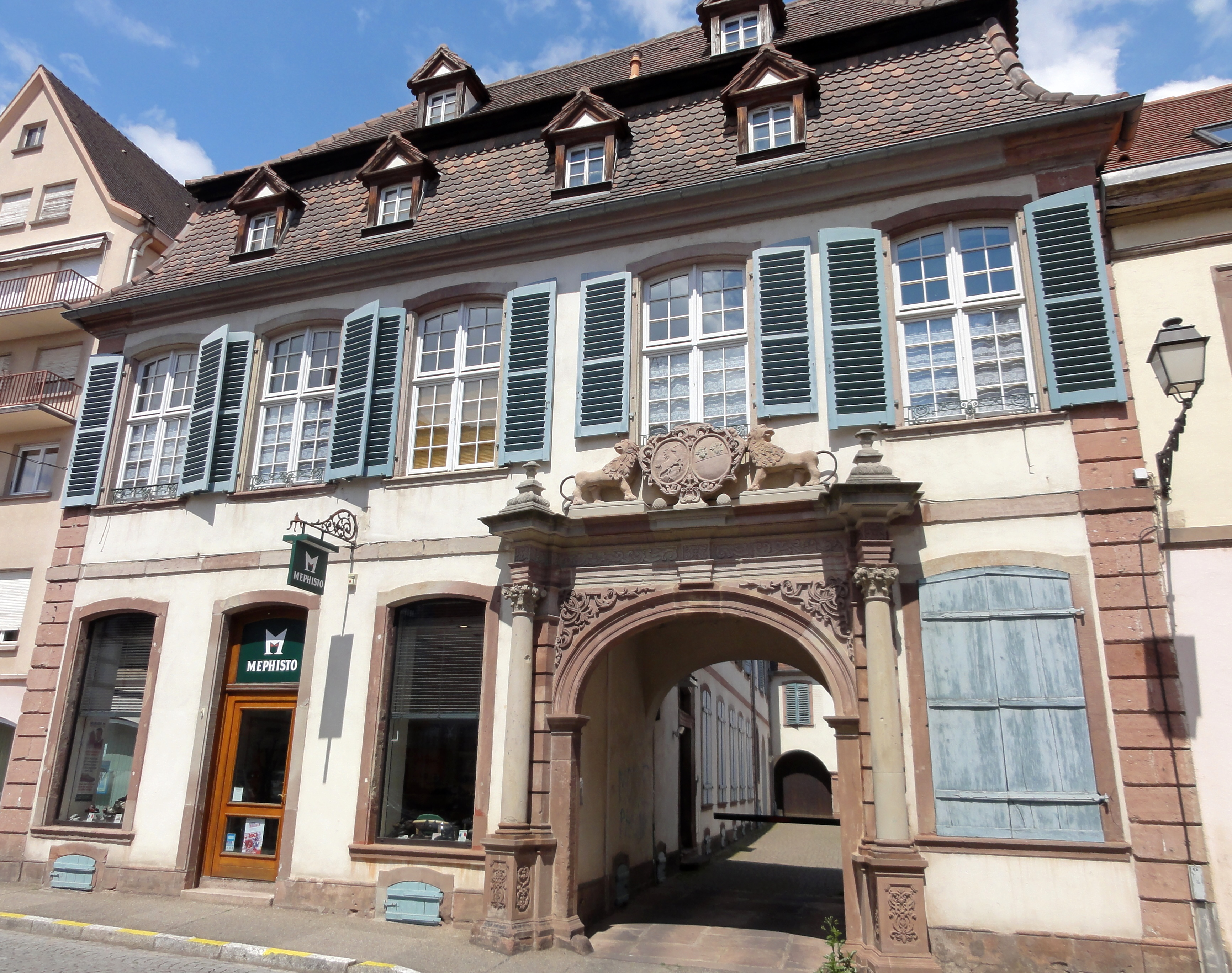
Hôtel du préteur royal de Sélestat construit en 1763.
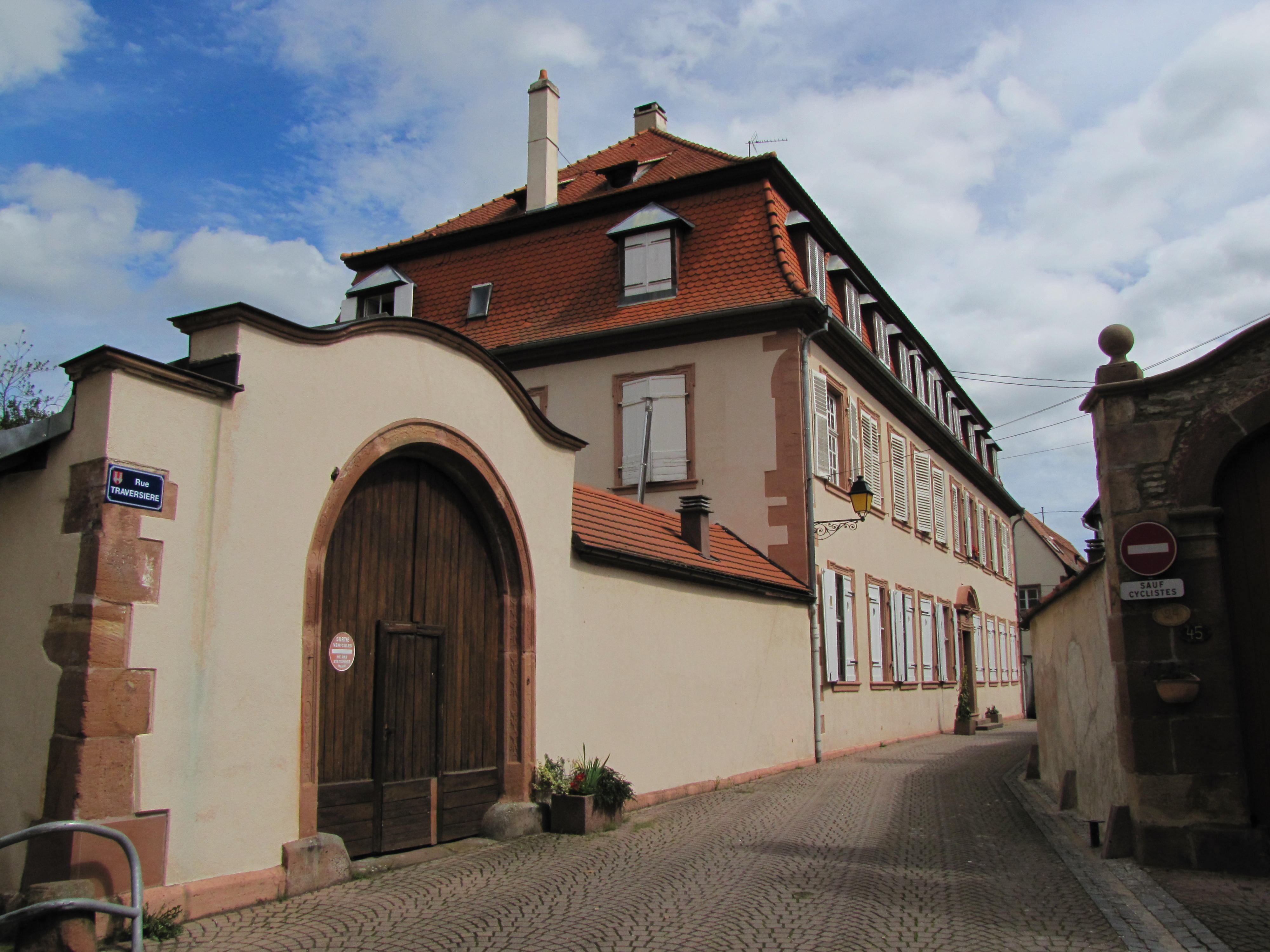
Hôtel du prêteur royal Von Neubeck de Wissembourg.
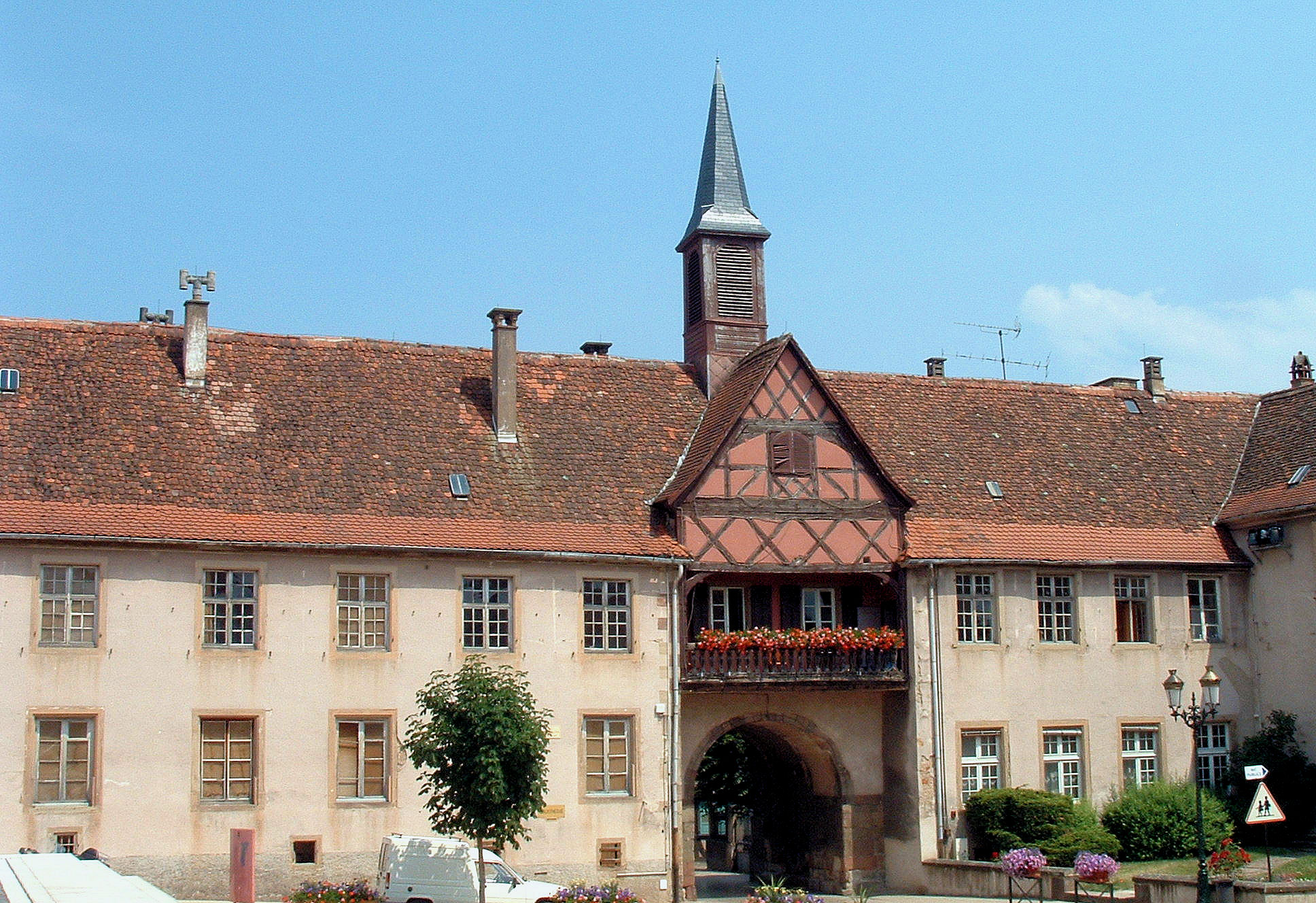
Porte Hohenbourg et ancienne maison du préteur royal de Rosheim construite en 1708.